# Дубровицкое княжество
Дубровицкое княжество — русское удельное княжество. Образовалось княжество из Турово-Пинской земли в 1167—1174 гг после смерти Юрия Ярославича окончательно оформилось к началу XIII века.
Доподлинно известны имена двух первых правителей:
- Глеб Юрьевич (1168—1190)
- Александр Глебович (1190—1223)

В начале XIV века Дубровицкое княжество вошло в состав Великого княжества Литовского.
В  конце XV века княжество было уделом князей Гольшанских. Князь Семён Юрьевич Гольшанский (ок.1445 - 1505) в 1490-х носил титул Князь Дубровицкий.
В XVI веке княжество было частью владений князей Острожских.
Княжество располагалось вокруг города Дубровица (Домбровица в составе Польши), своей столицы. В настоящее время это административный центр Дубровицкого района Ровненской области.